# Når tågen letter
|  | Denne artikel er oprettet af botten Steenthbot ud fra en ekstern database. Den kan derfor have sproglige fejl eller mangler. Denne skabelon kan fjernes efter kontrol af indholdet. |

Når tågen letter er en dansk dokumentarfilm fra 1950 instrueret af Arne Falk Rønne.

## Handling
En travelogue, som viser dagliglivet blandt færinger.
Klipper og fjelde, vandfald, uld behandles, fuglefjeld og fuglefangst, fiskeri med line, grindehvaler fanges, færøsk kædedans, Torshavn, besøg på Store Dimon.